# Hykjeberg
Hykjeberg este o arie protejată (arie specială de conservare — SAC, sit de importanță comunitară — SCI) din Suedia întinsă pe o suprafață de 69,1 ha, integral pe uscat.

## Localizare
Centrul sitului Hykjeberg este situat la coordonatele 61°16′10″N 14°12′02″E / 61.2695°N 14.2006°E.

## Înființare
Situl Hykjeberg a fost declarat sit de importanță comunitară în iulie 2000 pentru a proteja 1 specie de plante. Situl a fost protejat și ca arie specială de conservare în martie 2011.

## Biodiversitate
Situată în ecoregiunea boreală, aria protejată conține 2 habitate naturale: Pante stâncoase silicioase cu vegetație casmofită, Taiga vestică.
La baza desemnării sitului se află o specie protejată de  plante: Cynodontium suecicum.